# Villanueva de la Cañada
Villanueva de la Cañada es un municipio español de la Comunidad de Madrid, situado en su parte occidental, al oeste de la ciudad de Madrid. Limita al norte con Valdemorillo y Villanueva del Pardillo, al este con Majadahonda, Boadilla del Monte y Villaviciosa de Odón, al sur con Brunete y al oeste con Quijorna.
Tiene una población de cerca de 24 000 habitantes (INE 2023), y cuenta con dos universidades: Alfonso X El Sabio y Camilo José Cela.
Ocupa una extensión de 34,92 km² y dista 30 km de la capital. Orográficamente, se asienta sobre una extensa llanura, en la que aparecen algunos cerros y promontorios de escasa elevación, en uno de los cuales se alza el castillo de Aulencia o de Villafranca, su principal monumento.
Actualmente existen numerosos núcleos de población al margen del casco urbano, debido al fuerte proceso de urbanización experimentado por el municipio. Guadamonte, La Raya del Palancar y Villafranca del Castillo son los más destacados.

## Ubicación
El término municipal de Villanueva de la Cañada se localiza en la parte central de la Comunidad de Madrid, al oeste de la capital de la comunidad y del estado. Se emplaza también en la cuenca del curso medio del río Guadarrama, a una altitud de 650 m sobre el nivel del mar.
| Noroeste: Valdemorillo | Norte: Villanueva del Pardillo | Noreste: Majadahonda          |
| Oeste: Valdemorillo    |                                | Este: Boadilla del Monte      |
| Suroeste: Quijorna     | Sur: Brunete                   | Sureste: Villaviciosa de Odón |

## Historia

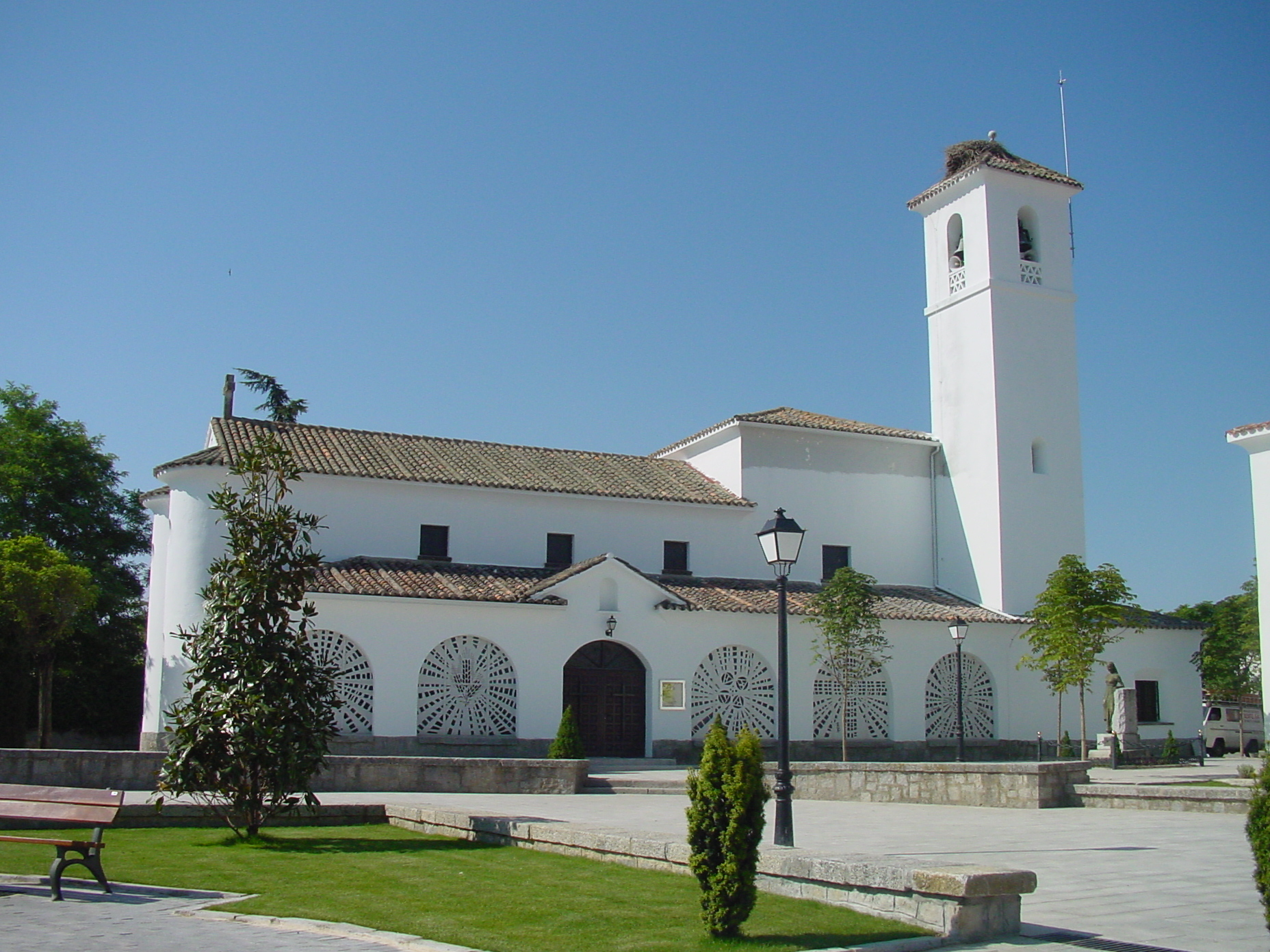
Iglesia de Santiago Apóstol de Villanueva de la Cañada.

Sus orígenes son anteriores al siglo XV bajo el nombre de La Despernada o Espernada. Fue rebautizada en el siglo XVI en el afán de delimitar los caminos de tránsito para las cañadas que se dirigían y bajaban de las montañas en dos ocasiones al año, la trashumancia.
Villanueva de la Cañada fue conocida con el nombre de Despernada. Por contracción de la palabra, se le llamó más tarde La Espernada. Sobre esta denominación circulan varias leyendas: una de ellas hace referencia a una estatua de piedra, mutilada por los transeúntes, y que existió en tiempos remotos en el sitio en que hoy está edificado el pueblo, y a cuyo alrededor se levantaron las primeras viviendas. Esta versión está documentada en las Relaciones Topográficas de Felipe II (1578), cuyo original se conserva en la biblioteca del monasterio de San Lorenzo de El Escorial.
Otra de las leyendas cuenta que una princesa, en una de las cacerías que organizaba la realeza en la época feudal, se fracturó una pierna, a consecuencia de una caída de caballo, y las casas que se levantaron en el sitio del accidente tomaron el nombre de Despernada en recuerdo de la real víctima. Esta última versión podía tener su origen en las excursiones cinegéticas de los reyes por los montes y bosques. De hecho, en tiempos del rey Enrique IV, se construyó la llamada Casa de Llanos, de la que todavía se conservan restos de murallas en Valdemorillo, y que sirvió de parador o estancia real, hallándose la Despernada en el camino que va de la corte a la referida casa.
Lo que sí está claro es que, a partir de la Declaración de Villazgo (1626-1628), el nombre oficial sería Villanueva de la Cañada, a pesar de que popularmente el nombre de La Despernada se siguiese utilizando durante muchos años más.
En sus inmediaciones se libró la batalla de Brunete del 6 al 25 de julio de 1937 durante la guerra civil española.

## Demografía
Cuenta con una población de 23 799 habitantes (INE 2024).
| Gráfica de evolución demográfica de Villanueva de la Cañada entre 1842 y 2021                                       |
| |
| Población de derecho según los censos de población del INE Población de hecho según los censos de población del INE |

## Transporte y comunicaciones

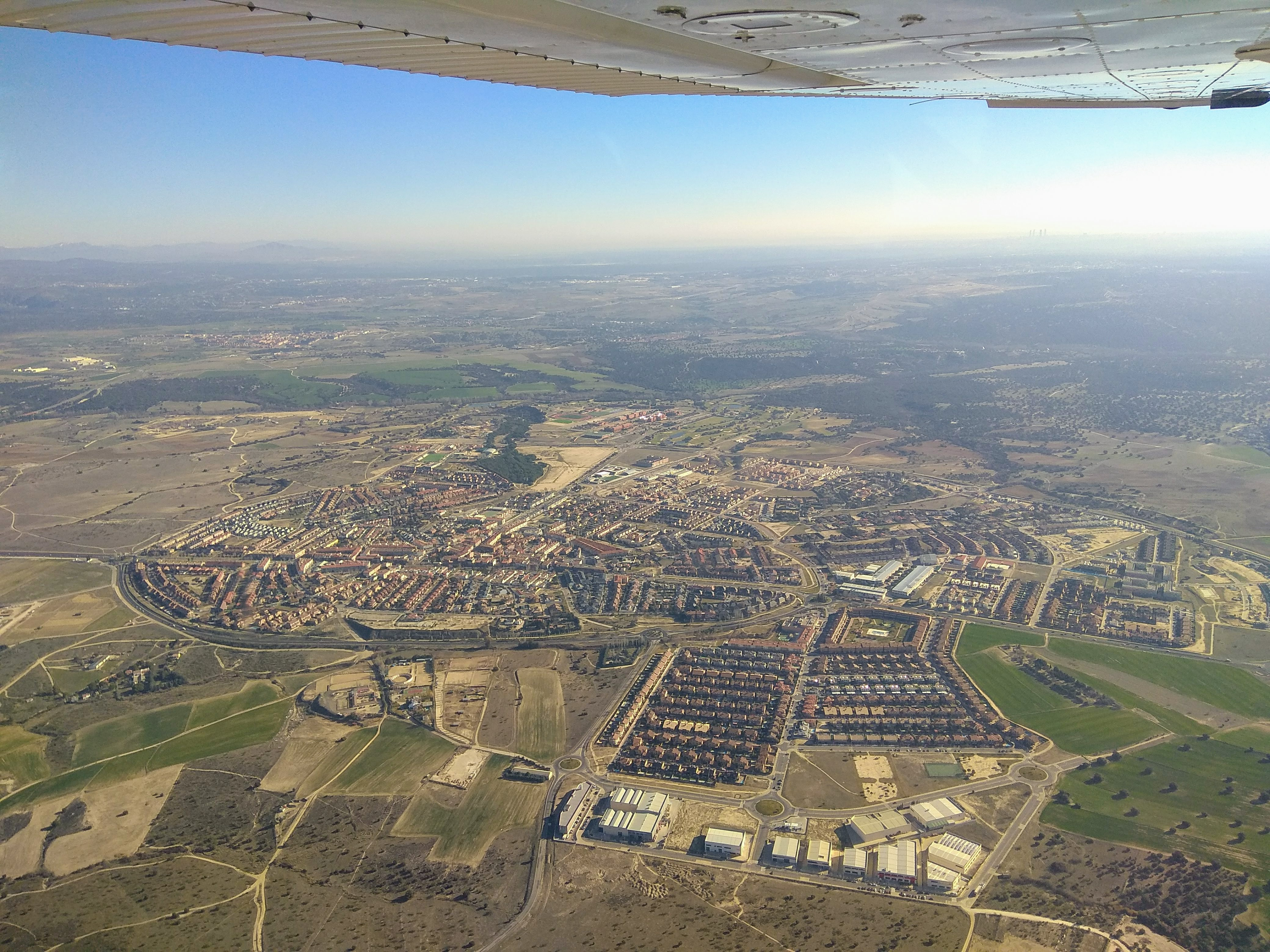
Vista aérea de Villanueva de la Cañada en el año 2018.

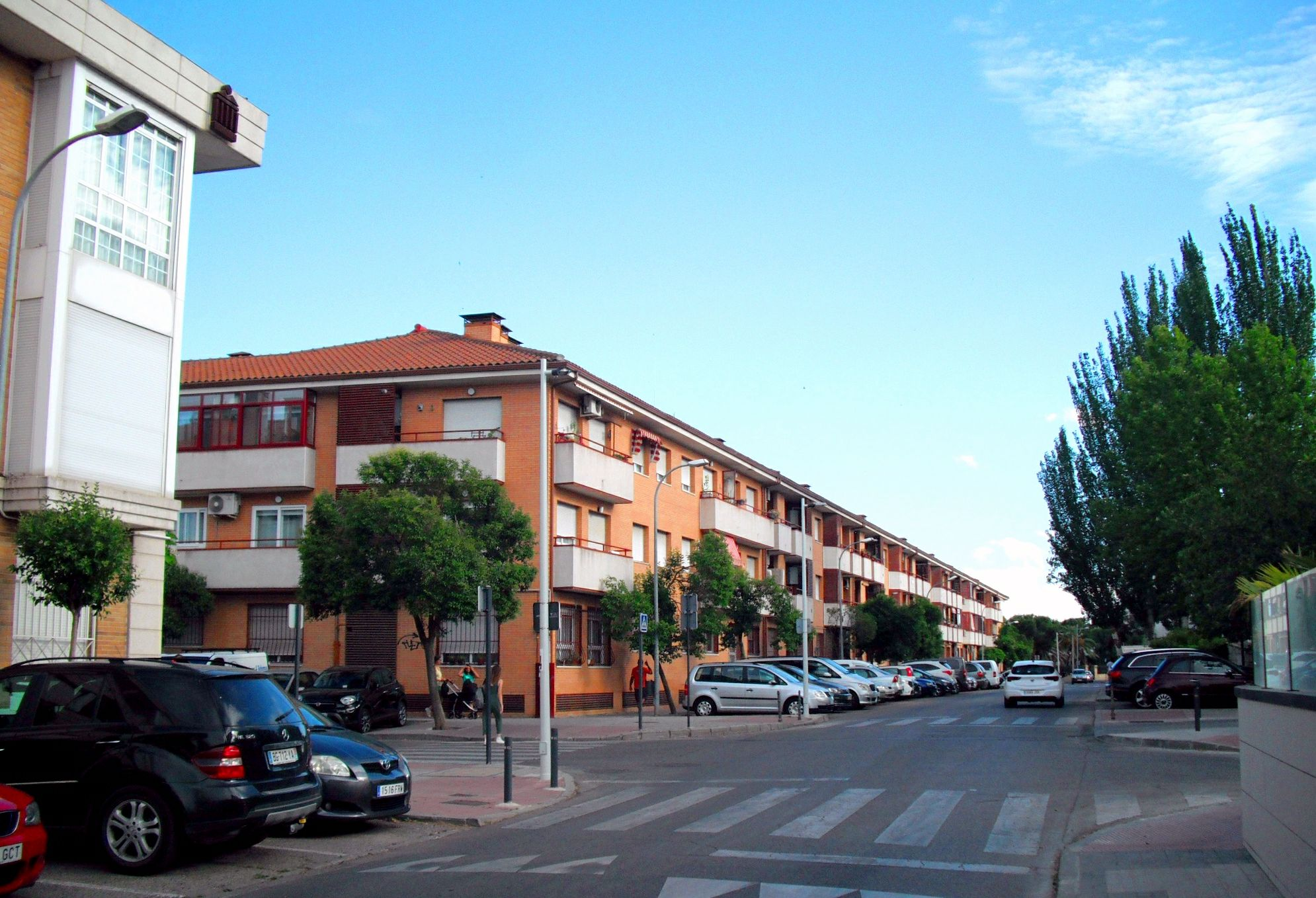
Una calle de Villanueva de la Cañada en 2024.

### Red viaria
El término municipal de Villanueva de la Cañada está surcado por las siguientes carreteras:
- M-600: une Guadarrama con Navalcarnero;
- M-503: une Villanueva de la Cañada con Villanueva del Pardillo y Majadahonda, la M-50 y la M-500 (carretera de Castilla);
- M-513: une Brunete con la M-50, pasando por Guadamonte;
- M-521: une Villanueva de la Cañada con Quijorna.

### Transporte público
Villanueva de la Cañada dispone de diferentes líneas de autobús. Tres de estas líneas acaban su recorrido en Madrid, dos de ellas en el Intercambiador de Moncloa y la otra en el Intercambiador de Príncipe Pío:
- 530: Navalcarnero-Villanueva de la Cañada;
- 575: Boadilla del Monte-Brunete (por Guadamonte);
- 581: Madrid (intercambiador de Príncipe Pío)-Villaviciosa de Odón-Brunete- Villanueva de la Cañada-Quijorna;
- 623: Madrid (intercambiador de Moncloa)-Las Rozas de Madrid - Villafranca del Castillo;
- 626: Las Rozas de Madrid-Majadahonda-Villanueva de la Cañada;
- 627: Madrid (intercambiador de Moncloa)-Villanueva de la Cañada-Brunete;
- 669: San Lorenzo de El Escorial-Villanueva de la Cañada.

## Administración y política

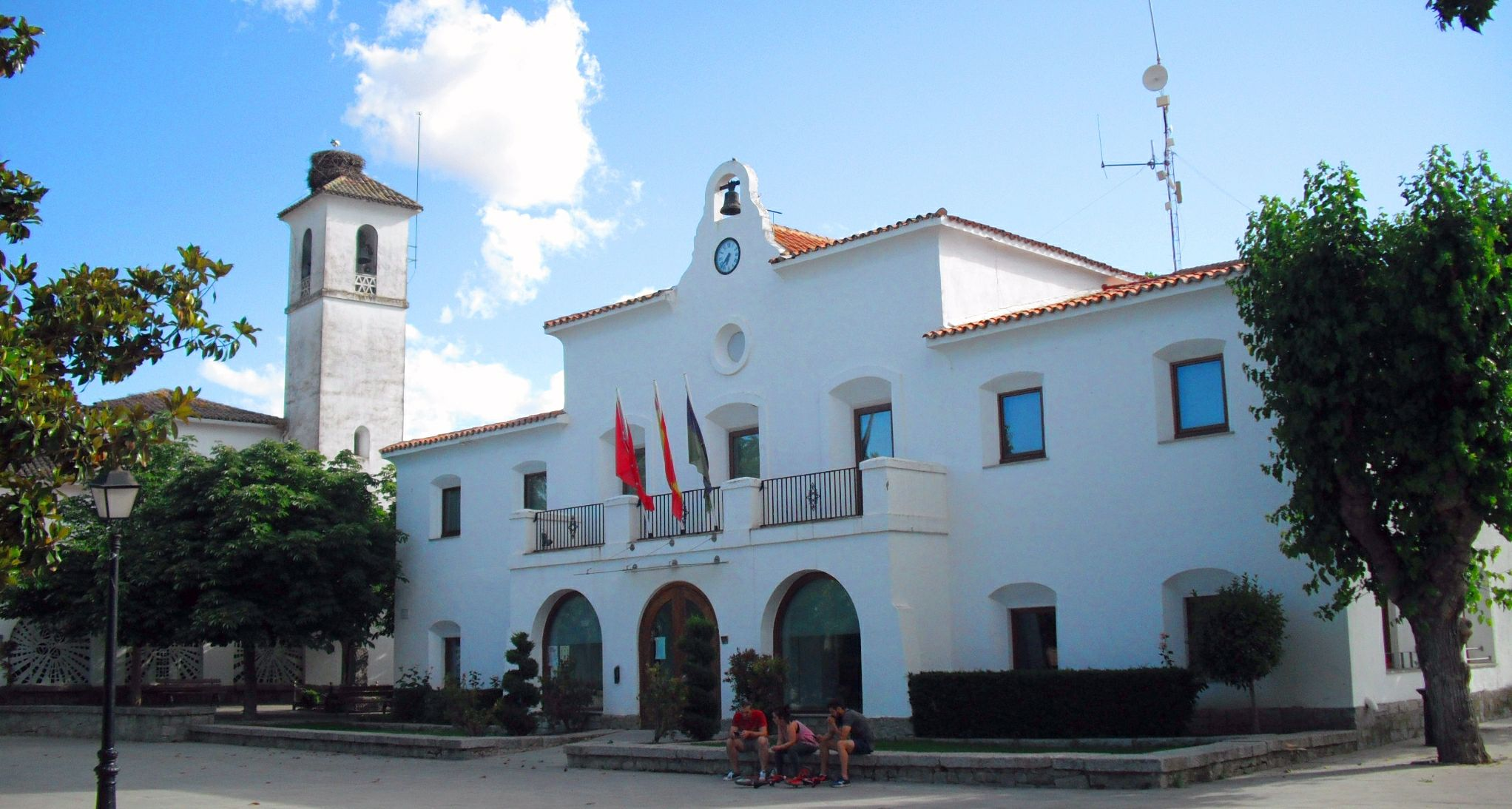
El ayuntamiento de Villanueva de la Cañada en el año 2024.

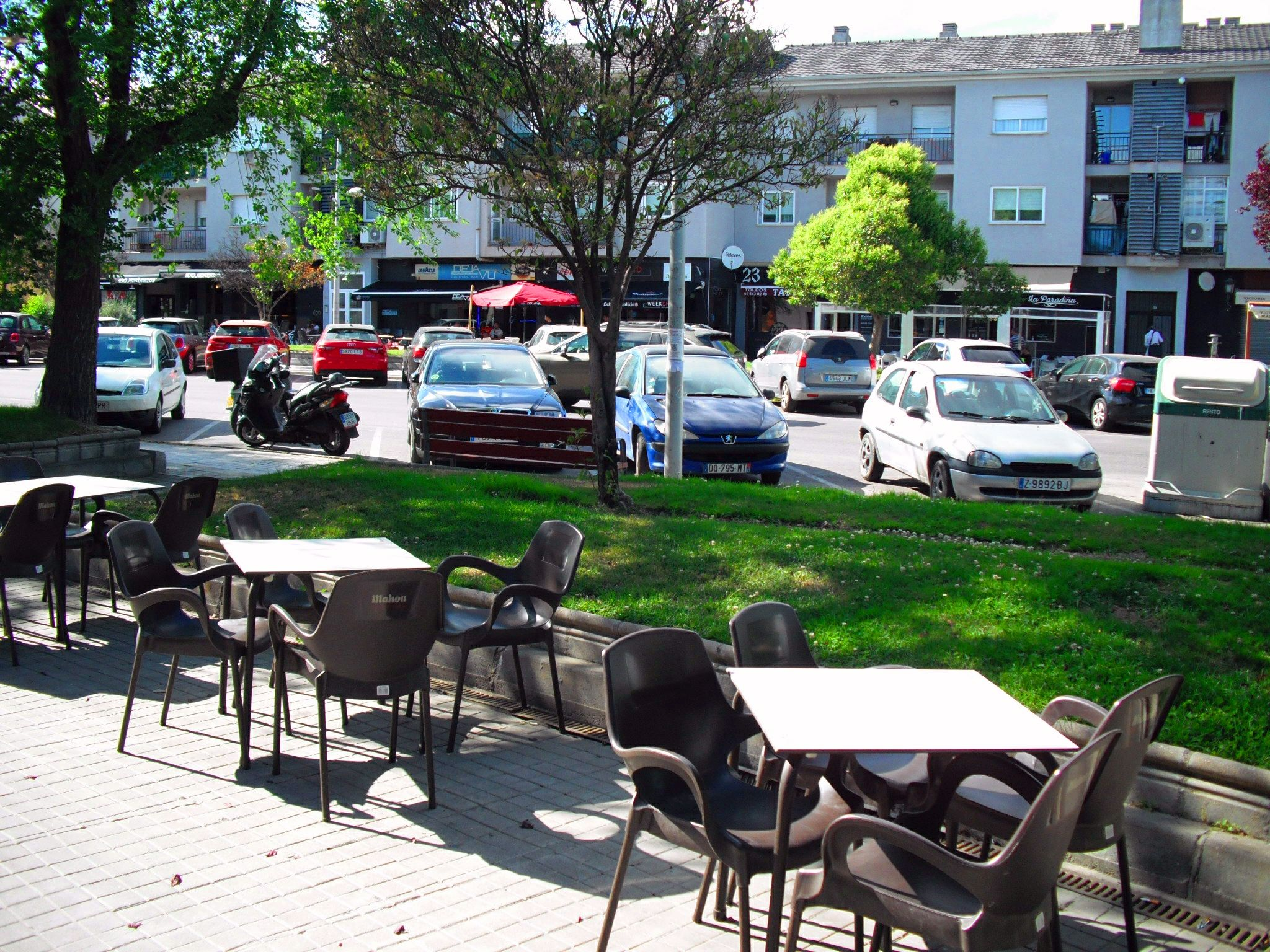
Una calle de Villanueva de la Cañada en 2024.

| Alcalde              | Inicio del mandato | Fin del mandato | Partido | Partido           |
| -------------------- | ------------------ | --------------- | ------- | ----------------- |
| Luis Partida Brunete | 1979               | 1983            |         | UCD               |
| Luis Partida Brunete | 1983               | 1987            |         | Coalición Popular |
| Luis Partida Brunete | 1987               | 1991            |         | Alianza Popular   |
| Luis Partida Brunete | 1991               | 1995            |         | PP                |
| Luis Partida Brunete | 1995               | 1999            |         | PP                |
| Luis Partida Brunete | 1999               | 2003            |         | PP                |
| Luis Partida Brunete | 2003               | 2007            |         | PP                |
| Luis Partida Brunete | 2007               | 2011            |         | PP                |
| Luis Partida Brunete | 2011               | 2015            |         | PP                |
| Luis Partida Brunete | 2015               | 2019            |         | PP                |
| Luis Partida Brunete | 2019               | 2023            |         | PP                |
| Luis Partida Brunete | 2023               | -               |         | PP                |

## Actual distribución del Ayuntamiento (2023-2027)
| Partido político | Partido político                         | 2023  | 2023  | 2023       | 2019  | 2019  | 2019       | 2015  | 2015  | 2015       | 2011  | 2011  | 2011       |
| Partido político | Partido político                         | %     | Votos | Concejales | %     | Votos | Concejales | %     | Votos | Concejales | %     | Votos | Concejales |
|                  | Partido Popular (PP)                     | 65.67 | 7211  | 16         | 52,51 | 5174  | 13         | 47,08 | 3864  | 9          | 64,71 | 4994  | 12         |
|                  | Vox                                      | 13,38 | 1470  | 3          | 10,72 | 1056  | 2          | 5,99  | 492   | 1          | —     | —     | —          |
|                  | Partido Socialista Obrero Español (PSOE) | 10,79 | 1185  | 2          | 9,47  | 933   | 2          | 7,87  | 646   | 1          | 7,85  | 606   | 1          |
|                  | Izquierda Unida (IU)                     | 4,39  | 483   | —          | 0,53  | 52    | —          | 10,83 | 889   | 2          | 8,02  | 616   | 1          |
|                  | Ciudadanos (Cs)                          | 2,74  | 301   | —          | 15,27 | 1505  | 4          | 20,74 | 1702  | 3          | —     | —     | —          |
|                  | Unión Progreso y Democracia (UPyD)       | —     | —     | —          | —     | —     | —          | 5,41  | 444   | 1          | 15,84 | 1222  | 3          |

## Servicios

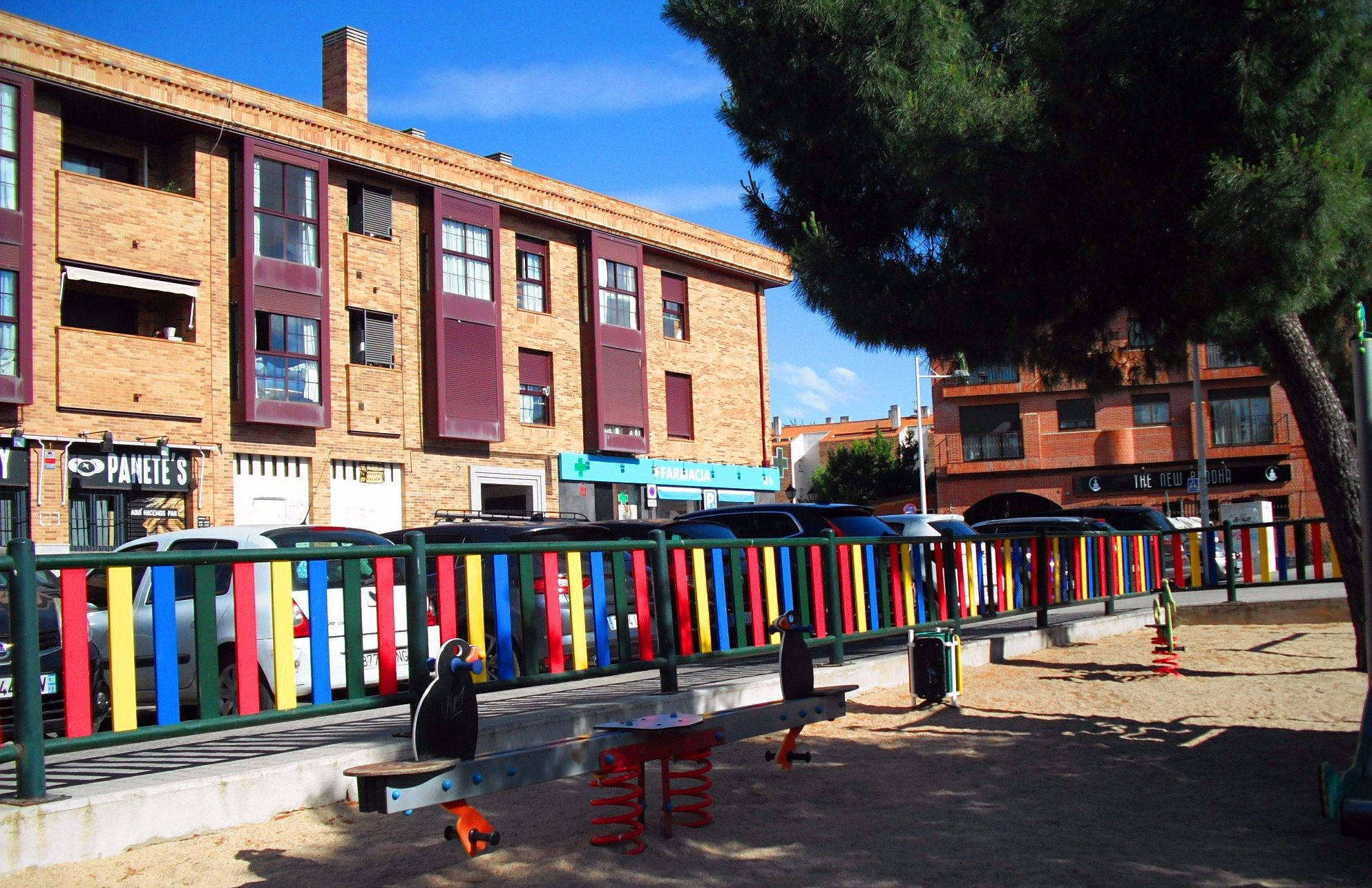
Una parque de Villanueva de la Cañada en 2024.

### Educación
Primaria y Secundaria
En Villanueva de la Cañada se encuentran los siguientes centros educativos:
- cinco guarderías (una pública y cuatro privadas)
- un colegio público de infantil y primaria y dos colegios públicos de educación infantil, primaria y secundaria. (CEIPSO Padre Garralda, CEIPSO María Moliner y CEIP Santiago Apóstol).
- un instituto de educación secundaria (IES Las Encinas).
- cuatro colegios privados (con y sin concierto) (colegio Arcadia, colegio internacional Kolbe, centro educativo Zola y colegio internacional SEK El Castillo)
- un centro docente extranjero (Liceo Francés Internacional Molière).

Educación superior
El municipio acoge los campus de dos universidades privadas: la Universidad Alfonso X el Sabio y la Universidad Camilo José Cela.

### Servicios sociales
La prestación de Servicios Sociales en Villanueva de la Cañada los realiza desde 1991 la Mancomunidad de Servicios Sociales La Encina que atiende de forma mancomunada a las localidades de Villanueva de la Cañada, Villanueva del Pardillo, Brunete y Quijorna.
La sede central se encuentra ubicada en Villanueva de la Cañada, en el centro cívico El Molino, prestándose atención social en esta sede para aquellas personas empadronadas en Villanueva de la Cañada, y en las distintas dependencias habilitadas a tal fin en el resto de municipios. Desde 2023, la concejal delegada de Servicios Sociales de Villanueva de la Cañada ostenta la presidencia de la Mancomunidad.

## Patrimonio

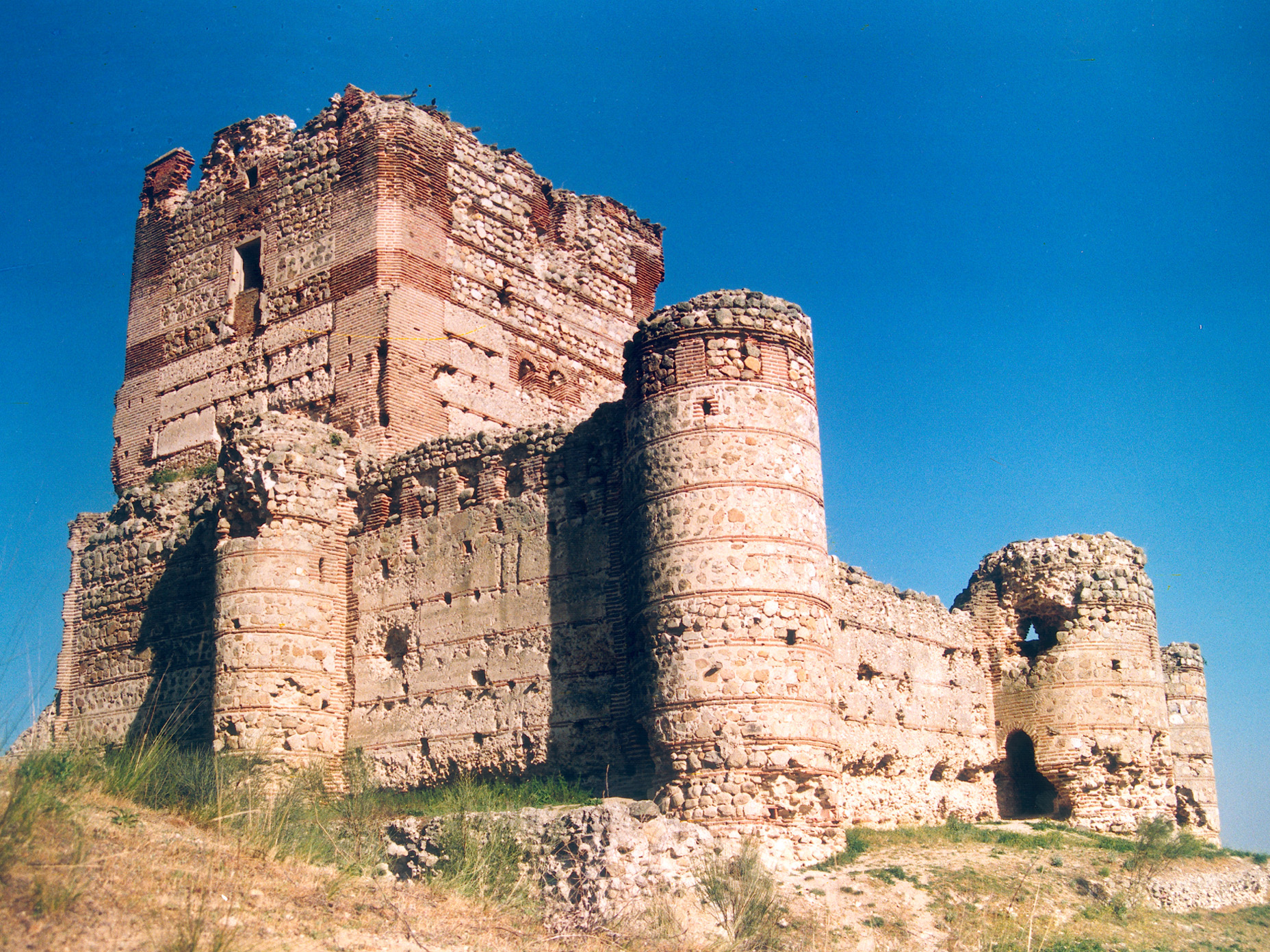
Castillo de Aulencia o de Villafranca

El castillo de Aulencia o de Villafranca es el edificio más destacado del municipio. De origen musulmán, sus primeras referencias datan del siglo XIV. Está ubicado sobre el cerro Horcajo, cerca de la desembocadura del río Aulencia (del que toma uno de sus dos nombres), en el Guadarrama.

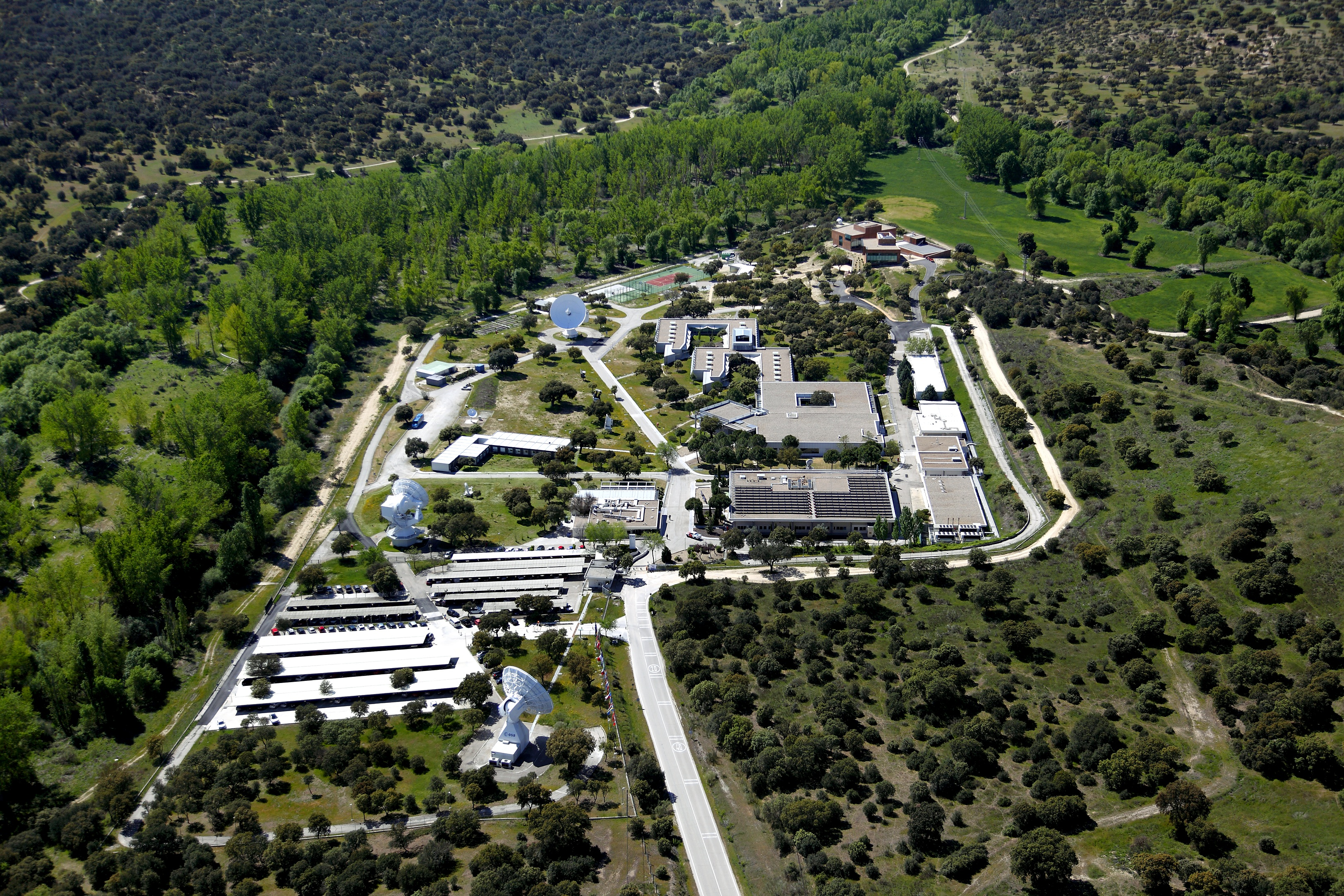
El Centro Europeo de Astronomía Espacial

La fortaleza consta de una barbacana y de un núcleo principal. Este presenta planta cuadrada, de unos 25 m de lado, en la que sobresale especialmente la torre del homenaje, de más de veinte metros de altura. Esta torre ocupa aproximadamente la cuarta parte de todo el conjunto. Junto a ella, se destacan otras ocho torres cilíndricas, de menor altura.
El castillo se encuentra enclavado en uno de los parajes de mayor valor ecológico del parque regional del curso medio del río Guadarrama y su entorno.
En las proximidades de esta construcción, se halla el Centro Europeo de Astronomía Espacial de la Agencia Espacial Europea.
El casco urbano se encuentran:
- La ermita de San Isidro
- Parque acuático Aquopolis

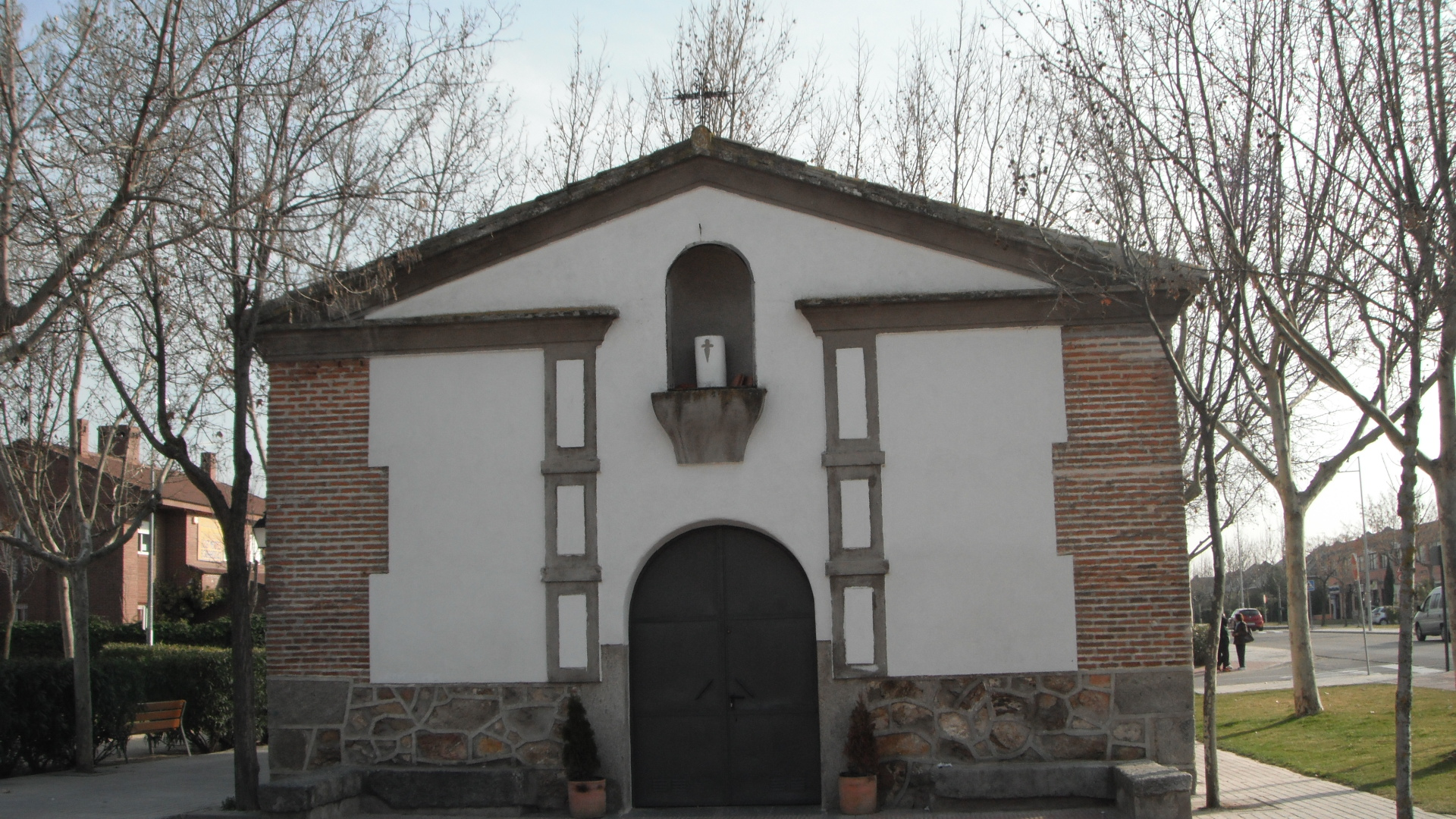
Ermita de San Isidro

- Centro cultural La Despernada, inaugurado en 1997, obra del arquitecto Juan Navarro Baldeweg.
- Centro cívico El Molino.
- Biblioteca municipal F. Lázaro Carreter, inaugurada en 2002, obra de los arquitectos José María de Churtichaga y Cayetana de la Quadra-Salcedo y que ha recibido el Premio Calidad de la Comunidad de Madrid Arquitectura y Vivienda 2003 y el Premio de Arquitectura Enor 2005.

## Villanueva de la Cañada en la cultura popular
Algunas de las escenas de Los protegidos están localizadas en esta ciudad. La urbanización ficticia "Valle Perdido" está rodada en la calle de Aviación Española.[cita requerida]En la misma zona, de casas blancas y de madera, se ruedan muchos anuncios y hasta ahora, un videoclip musical.
En el castillo de Aulencia y sus alrededores se rodaron muchas escenas de la serie de RTVE Curro Jiménez.

## Convenios de hermanamiento
El municipio está actualmente hermanado con los siguientes municipios extranjeros:
- Metepec (México), desde 1999
- Madaba (Jordania), desde 2005
- Le Vésinet (Francia), desde 2006
- Royston (Reino Unido), desde 2011
- La Cañada Flintridge (Estados Unidos), desde 2017